# Lejeune (Quebec)
Lejeune es un municipio canadiense situado en la provincia de Quebec.

## Superficie
Lejeune tiene una superficie de 270,13 km².

## Demografía
En 2021, tenía 246 habitantes, una densidad poblacional de 0,9 hab./km², y 165 viviendas.